# Oreälven
Der Oreälven (auch Ore älv) ist ein kleinerer Zufluss des Orsasjön in Schweden und erreicht eine Länge von 143 Kilometern. 
Der Fluss beherbergt eine reichhaltige Menge an Lachsen und hat die Gewässergüteklasse I. 
Der Fluss ist bei Sportlern beliebt, die ihn zu Rafting-Zwecken gerne benutzen. 